# The Martyr Mantras
The Martyr Mantras — студийный альбом группы Jesus Loves You, вышедший в 1990 году в Европе и в 1991 году в США. Альбом поднялся до 60 позиции в британских чартах и был более успешен в других странах Европы. В США коммерческого успеха не имел.

## Об альбоме
Бой Джордж создал группу Jesus Loves You с целью помочь людям сосредоточиться больше на музыке, а не на своей персоне. В Америке, однако, по требованию лейбла Virgin Records The Martyr Mantras был издан как альбом Боя Джорджа, а не Jesus Loves You.
В альбом вошли в основном танцевальные композиции, многие из них с электронным звучанием начала 1990-х годов. В альбом попало ряд песен, до того изданных в виде отдельных синглов («No Clause» 28 — 1988, «After The Love» — 1989, «Generations of Love» — 1990, «One On One» — 1990). Один из синглов, «Bow Down Mister», поднялся в UK Singles Chart до 27 места.
Под псевдонимом Angela Dust Бой Джордж выступил автором или соавтором всех композиций. Также как и большинство других сольных записей Боя Джорджа, альбом не имел значительного коммерческого успеха. Альбом получил самые разные отзывы критиков, некоторые из которых назвали его лучшим достижением карьеры Боя Джорджа.
The Martyr Mantras — один из любимых альбомов фанатов Боя Джорджа. Мадонна в ряде своих интервью утверждала, что этот альбом ей нравится и что она слушает его во время занятий гимнастикой.

## Список композиций
1. «Generations Of Love» (Oakenfold Mix) (Angela Dust, Caron Geary & Simon Rogers)
2. «One On One»(Brydon L.P. Mix) (Dust, Mark Brydon)
3. «Love’s Gonna Let U Down» (Popcorn Mix) (Dust, Brydon)
4. «After The Love» (Ten Glorious Years Mix) (Dust, Jon Moss)
5. «I Specialise In Loneliness» (Dust, John Themis)
6. «No Clause 28» (Pascal Gabriel Mix) (Boy George O’Dowd, Glenn Nightingale, Ian Maidman, Richie Stevens, Steve Fletcher)
7. «Love Hurts» (L.P. Mix) (Dust, Bruce Forest, Richard Cottle)
8. «Siempre Te Amare» (Dust)
9. «Too Much Love» (Dust, Brydon)
10. «Bow Down Mister» (Dust)
11. «Generations Of Love» (Seventies Mix)